# 彼得·斯姆雷克
彼得·斯姆雷克（1979年2月16日—），斯洛伐克男子冰球运动员，场上位置是后卫。他曾代表斯洛伐克国家队参加2002年冬季奥林匹克运动会冰球比赛，获得第13名。